# Vacaciones en la Argentina
Vacaciones en la Argentina es una película coproducción de Argentina e Italia filmada en colores dirigida por Guido Leoni según su propio guion escrito en colaboración con Hugo Moser que se estrenó el 16 de diciembre de 1966 y que tuvo como protagonistas a Emma Danieli, Isabelle Corey, Milena Bettini, Folco Lulli y Walter Chiari. La película, rodada en 1961, fue filmada parcialmente en Bariloche, Cataratas del Iguazú, La Pampa, Mar del Plata y Roma. El filme tuvo el título alternativo de Alegres vacaciones.

## Sinopsis
Creyendo cercana su muerte un millonario que vive en Argentina hace venir a tres chicas para beneficiarles en su testamento y terminan enamorándose de tres argentinos.

## Reparto
- Emma Danieli	 ...Franca Ricci
- Isabelle Corey ...	Anna Ripamonti
- Milena Bettini ...	Sandra Fontana
- Folco Lulli	 ...	Giovannino Fioravanti
- Walter Chiari	 ... Barman
- Domenico Modugno…	 Él mismo
- Erica Jorger
- Luis Dávila
- Piero Lulli
- Carlo Giuffrè
- Nino Dal Fabbro
- Riccardo Paladini
- Hugo Moser
- Jorge Salcedo
- Enzo Viena
- Giotto Tempestini
- Silvana Moschioni
- Alberto Carloni
- Corrado Corradi
- Francisco Audenino
- Tato Bores
- Marisa Núñez
- Totón Podestá
- Los Cantores de Quilla Huasi
- Vicente Rubino
- Marcos Zucker
- Norma Andrés
- Alberto Dalbes
- Carlos Lastra ("Los Cantores de Quilla Huasi")
- Óscar Valles ("Los Cantores de Quilla Huasi")
- Ramón Núñez ("Los Cantores de Quilla Huasi")
- Carlos Vega Pereda ("Los Cantores de Quilla Huasi")

## Comentarios
El Heraldo del Cinematografista:

”Narrada por el director…dentro de los cánones tradicionales y sin inquietud alguna por el lenguaje cinematográfico”.

Manrupe y Portela escriben:

”…otra desaprovechada coproducción con muchas vistas de lugares turísticos y chistes tontos que quieren tener picardía italiana”.